# Rauf Məmmədov
Rauf Məmmədov (bzw. Mamedov, auch Mamedow; * 26. April 1988 in Baku) ist ein aserbaidschanischer Schachspieler.

## Werdegang
Internationaler Meister wurde er 2003, Großmeister ist er seit 2004. Im August 2004 wurde er in Ürgüp U16-Europameister. Dreimal konnte er die aserbaidschanische Einzelmeisterschaft gewinnen: im März 2006, im Januar 2008 und im Januar 2015. Alle drei Meisterschaften wurden in Baku ausgetragen. Am Schach-Weltpokal nahm er dreimal (2007, 2009 und 2011) teil, scheiterte aber jeweils in der ersten Runde. Auf dem ICC-Server hatte er am 1. Dezember 2006 ein Blitzrating von 3564. 2015 gewann er in Minsk die Europameisterschaft im Blitzschach. 2016 nahm er erneut an der Blitzschach-EM teil, die in Tallinn stattfand, und belegte hinter Alexander Rjasanzew und Maxim Matlakow den dritten Rang. 2020 wurde er punktgleich mit dem Gewinner Aydın Süleymanlı Dritter des Aeroflot Opens in Moskau. 2025 gewann er in Baku die aserbaidschanische Einzelmeisterschaft.
Rauf Məmmədov ist seit 2018 mit der ukrainischen Internationalen Meisterin (IM) und Schachgroßmeisterin der Frauen (WGM) Natalija Buksa verheiratet.

## Nationalmannschaft
Für die aserbaidschanische Nationalmannschaft nahm er an neun Schacholympiaden teil: 2004 in Calvià (am ersten Reservebrett), 2006 in Turin (am ersten Reservebrett), 2008 in Dresden (am ersten Reservebrett), 2010 in Chanty-Mansijsk (am dritten Brett), 2012 in Istanbul (am vierten Brett), 2014 in Tromsø (am dritten Brett), 2016 in Baku (am dritten Brett), 2018 in Batumi (am vierten Brett) und 2022 in Mamallapuram (am zweiten Brett) mit einem Gesamtergebnis von +30 =34 −12. Bei zwei Mannschaftseuropameisterschaften, 2007 und 2009, spielte er auch jeweils am Reservebrett. Er hatte dabei ein Ergebnis von +3 =5 −0. 2007 erreichte Aserbaidschan den dritten Platz, die Mannschafts-EM 2009 wurde gewonnen. 2013 in Warschau wurde die Mannschaft erneut Europameister, diesmal mit Rauf Məmmədov am vierten Brett. Bei der Mannschaftsweltmeisterschaft 2010 spielte er am ersten Reservebrett und hatte ein Ergebnis von +1 =4 −1. 2011 spielte er am dritten, 2013 am ersten Brett. Bei der Mannschafts-Europameisterschaft 2017 errang Aserbaidschan erneut den Sieg, wobei Rauf Məmmədov am vierten Brett antrat und dabei ein Ergebnis von +7 =2 −0 erzielte. Damit war an seinem Brett der stärkste Spieler aller Nationen. In dem wichtigen Mannschaftskampf gegen die am Ende zweitplatzierten Russen gelang ihm mit den weißen Steinen ein wichtiger Sieg gegen den russischen Großmeister Daniil Dubow.

## Vereine
Vereinsschach spielt er regelmäßig an Brett 1 für Eczacıbaşı Istanbul in türkischen Ligen, ab 2008 in Spanien für Servigar Binissalem und ab 2009 für Alkaloid Skopje in der mazedonischen 1. Liga. Beim European Club Cup spielte er 2005 für Eczacıbaşı Istanbul, 2009 für Alkaloid Skopje, 2010 und 2011 für SOCAR Aserbaidschan sowie 2013 und 2014 für Odlar Yurdu. In der russischen Mannschaftsmeisterschaft spielte er 2013 für die Mannschaft der Universität Beloretschensk.